# Test de Joël
Le test de Joel (en anglais : The Joel Test) est un test informel rapide permettant, selon son auteur, d'évaluer la qualité d'une équipe de développement en informatique. Il a été publié par Joel Spolsky le 9 août 2000 sur son blog.
Joel Spolsky compare son test au processus d'évaluation SEMA créé par l'université Carnegie Mellon et affirme que là où SEMA a besoin de plusieurs mois d'implémentation, le Joel Test permet une évaluation immédiate de la qualité d'une équipe de développement. Toutefois, il précise que son test n'a qu'une valeur indicative et qu'il ne devrait pas être utilisé pour évaluer les équipes de développement produisant les logiciels utilisés pour piloter une centrale nucléaire.

## Réalisation du test
Le test repose sur douze questions :
1. Utilisez-vous un système de gestion de version ?
2. Pouvez-vous effectuer une compilation en une seule étape ?  (voir en:Software build)
3. Faites-vous des compilations journalières ? (voir en:Daily build)
4. Avez-vous un logiciel de suivi de problèmes ?
5. Corrigez-vous les bugs avant d'écrire de nouvelles fonctionnalités ?
6. Avez-vous un planning de développement à jour ?
7. Avez-vous des spécifications fonctionnelles ? (« spec »)
8. Les programmeurs ont-ils un environnement de travail calme (facilités à la concentration, etc.) ?
9. Utilisez-vous les meilleurs outils que vous puissiez vous payer ? (le matériel, notamment)
10. Avez-vous des testeurs ?
11. Les candidats doivent-ils écrire du code pendant leur entretien d'embauche ?
12. Faites-vous des tests utilisateur complet ? (hallway ou Hall Intercept Testing, c'est-à-dire en testant l'application sur des utilisateurs finaux pris au hasard, et non uniquement sur les membres de l'équipe de développement et de tests)

Chaque « oui » rapporte un point ; la meilleure équipe aura donc un score de 12. Spolsky considère qu'avec un score de moins de 11, une entreprise spécialisée dans le logiciel doit se remettre en question, sous peine de se retrouver en difficulté face à des entreprises comme Microsoft (un de ses anciens employeurs), qui selon lui ont un score de 12 à tout moment. Malheureusement, toujours selon Joel Spolsky, la plupart des entreprises de logiciel ont un score de 2 ou 3.
Le test est argumenté par un retour d'expérience de l'auteur et une analyse où il explique les avantages qu'il y a à suivre chacun de ces points.